# Marnix ten Kortenaar
Marnix ten Kortenaar (Voorburg, 19 augustus 1970) is een in Nederland gevestigde ondernemer, gepromoveerde chemicus en voormalig  wedstrijdschaatser die voor Nederland en Oostenrijk uitkwam. Ten Kortenaar heeft een oudere broer, wielrenner Jaap ten Kortenaar.

## Biografie
Ten Kortenaar maakte als schaatser zijn internationale debuut bij het WK junioren in 1989 waar hij als zesde eindigde. Het jaar hierop werd hij bij datzelfde kampioenschap vierde. Het lukte hem echter niet om in Nederland bij de senioren door te breken.
Naar het voorbeeld van Bart Veldkamp die voor België ging schaatsen besloot hij niet meer voor Nederland uit te komen. Nadat in 1994 het niet lukte  in Zwitserland doordat de vreemdelingenpolitie niet meewerkte, veranderde hij zijn nationaliteit in Oostenrijker en kwam hij sinds 1996 voor dit land uit. Hierdoor was het mogelijk dat hij in 1998 aan de Olympische Winterspelen in Nagano kon meedoen. Hier vond de introductie van speciale aerodynamische strips plaats, die op de schaatskleding werden aangebracht. Aan het testen van de strips door de Technische Universiteit Delft nam Ten Kortenaar zelf mee die aan deze universiteit werkzaam was als  assistent in opleiding. Hij werd tijdens die winterspelen tiende op de 5000 meter. Ook ontwikkelde hij extra dunne schaatsijzers.
In 1999 schreef hij een boek over zijn schaatscarrière tot dan toe. In de jaren erna kwam hij op verschillende toernooien zoals het EK en WK allround en het WK sprint. Vanaf seizoen 2000/2001 nam Ten Kortenaar ook deel aan de wereldbekerwedstrijden in de B-groep. In dat seizoen, op 18 februari 2001 in Hamar, behaalde hij zijn hoogste WB-klassering: 5e op de 5000 meter in 6.40,82. In 2005 stopte hij als langebaanschaatser. Hij probeerde het hierna nog een jaar in het marathonschaatsen, maar dit werd geen succes.
Ten Kortenaar is heden ten dage actief betrokken bij Sports Witnesses, een organisatie die de Nederlandse sportwereld wil bereiken met het evangelie van Jezus Christus.
Naast zijn schaatsloopbaan volgde Ten Kortenaar een opleiding Scheikunde aan de Universiteit in Leiden. Daarna promoveerde hij in 2003 in de elektrochemie aan de Technische Universiteit Delft en werkte bij o.a. DSM, Friesland Foods en Essent. In 2008 richtte hij zijn eigen bedrijf op dat is gespecialiseerd in product- en procesinnovatie binnen de markt van sport, voeding, energie en chemie.

## Schaatsloopbaan

### Persoonlijke records
Persoonlijke records vestigde Ten Kortenaar in 1998 en 1999 op banen in Calgary, Hamar en Nagano.
| Afstand      | Tijd     | Datum            | Baan    |
| ------------ | -------- | ---------------- | ------- |
| 500 meter    | 37,76    | 21 februari 1999 | Calgary |
| 1000 meter   | 1.12,75  | 21 februari 1999 | Calgary |
| 1500 meter   | 1.50,75  | 7 februari 1999  | Hamar   |
| 5000 meter   | 6.35,88  | 6 februari 1999  | Hamar   |
| 10.000 meter | 13.52,30 | 17 februari 1998 | Nagano  |

* = Oostenrijks record

### Resultaten
De beste klasseringen haalde Ten Kortenaar als junior in 1989 en 1990 en als senior tussen 1997 en 2001 met als belangrijkste prestatie een 10e plek op de Olympische Spelen (5000 meter) in Nagano.
| Jaar      | EK Allround | WK Allround | WK Sprint | Wereldbeker | Olympische Spelen               | WK Junioren |
| --------- | ----------- | ----------- | --------- | ----------- | ------------------------------- | ----------- |
| 1989      | -           | -           | -         | -           | -                               | 6e          |
| 1990      | -           | -           | -         | -           | -                               | 4e          |
| 1991 1996 | -           | -           | -         | -           | -                               |             |
| 1997      | -           | NC17        | -         | -           |                                 |             |
| 1998      | 8e          | NC20        | -         | -           | 18e 1500m 10e 5000m 12e 10.000m |             |
| 1999      | 12e         | NC17        | 30e       | -           |                                 |             |
| 2000      | 10e         | NC23        | -         | -           |                                 |             |
| 2001      | NC17        | -           | -         | -           |                                 |             |
| 2002      | NS3         | -           | -         | -           |                                 |             |
| 2003 2004 |             |             |           |             |                                 |             |
| 2005      | NC27        | -           | -         | -           |                                 |             |

- = geen deelname
NC# = niet gekwalificeerd voor de laatste afstand, maar wel als # geklasseerd in de eindrangschikking
NS3 = niet gestart op de derde afstand
In januari 1999 bracht Ten Kortenaar bij uitgeverij Aspekt zijn boek "Op weg naar het licht" uit waarin hij zijn schaatscarrière uiteen en zijn opvattingen over schaatsen uiteen zette.

## Loopbaan als onderzoeker-ondernemer
Ten Kortenaar werkte na zijn studie en deels parallel aan zijn promotie (2003) bij verschillende bedrijven op het gebied van voeding en energie. Aanvankelijk was hij verbonden aan schaatssponsor en energiemaatschappij Essent, als productontwikkelaar op het gebied van duurzame energie, met name zonnecellen. Van 2002 tot 2007 vervulde hij een soortgelijke functie bij voedselproducent Friesland Foods. Bij de Zwolse vestiging van het chemieconcern DSM (DSM Resins) richtte hij zich vervolgens op de ontwikkeling van een specifieke coating.
Ten Kortenaar won met zijn bedrijf de Jan Terlouw Innovatieprijs 2013. Hij ontwikkelde een relatief schone en goedkope batterij, de zeezoutbatterij, waarmee goedkoop lokaal energie kan worden opgeslagen zonder lood en zuur of nikkel.